# Critiche a Giovanni Paolo II
Durante il suo lungo pontificato, l'operato di papa Giovanni Paolo II fu oggetto di diverse critiche.

## Sessualità e AIDS
La posizione di questo pontificato nei confronti della contraccezione fu oggetto di critiche e con essa la condanna dell'uso del profilattico. Dal Vaticano venne riaffermata la posizione tradizionale, per la quale l'atto coniugale deve rispettare sempre il suo duplice significato unitivo e procreativo e deve essere praticato solo nell'ambito del matrimonio eterosessuale.
Di fronte a questa posizione la polemica si accese in ragione della gravissima pandemia di AIDS. La maggior parte dei governi (compreso quello della Polonia) produsse campagne di informazione per sollecitare i cittadini all'uso del preservativo come strumento di difesa dal contagio; la Chiesa criticò questo tipo di interventi, ritenendo che promuovano un atteggiamento di tolleranza nei confronti dei rapporti extra-matrimoniali, come pure omosessuali, nella ricerca di un piacere individualistico e irresponsabile in contrapposizione ai valori cristiani che comprendono la prospettiva del matrimonio e di una futura famiglia.
Nonostante le critiche e i pericoli di aumento di contagio sottolineati dal mondo medico, impliciti in questa politica che risulta nei fatti di difficile applicazione, la Chiesa intraprese una solitaria quanto vigorosa campagna contro la promiscuità sessuale e la leggerezza dei costumi, proponendo l'astinenza (prima del matrimonio) e la fedeltà al coniuge come la soluzione al contagio dal virus.

## Sostegno alle dittature di destra
Tra le critiche rivolte a Giovanni Paolo II, vi è l'accusa di aver sostenuto, col fine di opporsi al comunismo, sistemi politici o vere e proprie dittature di destra. In particolare sono stati criticati i suoi rapporti col dittatore cileno Augusto Pinochet, anche se va comunque ricordato come, nella sua visita pastorale in Cile nel 1987, il papa abbia esplicitamente invitato i cattolici cileni a "muoversi verso la democrazia"; egli ha pubblicamente abbracciato il dittatore (così come, del resto, alcuni oppositori del regime). Tuttavia, alcune fonti vaticane sostengono che in occasione del viaggio in Cile il papa avrebbe anche sollecitato il tiranno al ripristino della democrazia; inoltre, altre fonti della Santa Sede affermano che Giovanni Paolo II sarebbe stato fatto affacciare sul balcone insieme al dittatore con un espediente contro la sua volontà. Gian Franco Svidercoschi, solo nel 2015, citando padre Roberto Tucci, organizzatore dei viaggi papali ha affermato che si è trattato di un "inganno" messo in piedi dal governo cileno spiegandone la dinamica. Lo stesso Tucci aveva, già nel 2011, espresso direttamente questa opinione senza citare alcun elemento di conferma. Tuttavia, tale ricostruzione verrebbe messa in dubbio da un filmato girato all'interno del palazzo della Moneda, durante il quale è possibile vedere la tenda nera della porta del balcone, chiusa secondo padre Tucci, completamente aperta, permettendo quindi a Giovanni Paolo II di vedere la folla al di là dei vetri.
In varie occasioni Giovanni Paolo II ha comunque dimostrato solidarietà con il dittatore: in particolare un telegramma di auguri del 1993 e una successiva lettera di solidarietà quando venne arrestato in Gran Bretagna per essere estradato in Spagna, effettuando pressioni sulle autorità inglesi per bloccarne il processo di estradizione.
Altro motivo di critiche fu l'occasione in cui l'arcivescovo Óscar Romero, religioso salvadoregno molto impegnato a favore dei poveri del suo Paese e che verrà assassinato proprio a causa della sua opposizione al governo golpista e repressivo, andò in visita al Vaticano e venne ricevuto da papa Giovanni Paolo II; questi infatti lo esortò a "sforzarsi di avere una relazione migliore con il governo del suo Paese" e a "non avvicinarsi troppo a forze dell'opposizione", ritenute violente.
Sempre riguardo alla politica in America latina, la proclamazione del cardinale Pio Laghi è stata aspramente criticata dalle associazioni di sostegno alle vittime della dittatura (come le Madri di Plaza de Mayo, le madri dei desaparecidos), secondo le quali avrebbe appoggiato la cosiddetta "guerra sporca" in Argentina..  A contraddire tali accuse, un'inchiesta giornalistica, condotta sull'operato dell'allora nunzio apostolico e pubblicata nel 1999, raccoglie testimonianze orali e lettere con liste indirizzate ai dittatori argentini con richieste di chiarimenti circa la sorte dei desaparecidos (al 1979 avrebbe chiesto chiarimenti complessivamente su 2.388 cittadini).
Queste ingerenze del cardinale nelle questioni di natura interna lo fecero dichiarare nel 1980 persona non grata da parte del governo argentino costringendolo a lasciare il Paese.
Le critiche all'operato di Giovanni Paolo II nei confronti dei dittatori dell'America Latina sono state recentemente rilanciate da Wikileaks. Sulla base di alcuni documenti diplomatici segreti del governo statunitense, sembra che il Vaticano si sia impegnato a minimizzare e tenere nascosti i rapporti relativi a centinaia di omicidi politici e migliaia di casi di tortura.

## Sostegno all'Opus Dei
Anche il supporto alla prelatura dell'Opus Dei e la canonizzazione del suo fondatore, Josemaría Escrivá de Balaguer, sono stati visti come legittimazione di ciò che taluni considerano un culto sui generis di fatto autonomamente operante in seno alla Chiesa, spesso indicata come "setta" ultraconservatrice e accusata anch'essa di aver sostenuto le dittature di destra latinoamericane.

## Ruolo della donna
Altre critiche vennero dalle posizioni in materia di sessualità. Non solo esponenti del femminismo, ma anche cattolici progressisti trovarono inaccettabile il ruolo della donna proposto da questo pontificato, così come la definitiva conferma dell'impossibilità di ordinare le donne. Va detto che dall'altra parte si richiama una lettera apostolica dal papa sulla dignità e vocazione della donna, nella quale esprime un ringraziamento per l'opera che svolgono.

## Omosessualità
I militanti omosessuali hanno trovato inevitabilmente indisponente la reiterata sottolineatura dell'inaccettabilità (perché «contro natura») del rapporto affettivo omosessuale e il conseguente rifiuto della formalizzazione del matrimonio omosessuale (definito come «minaccia della società»). Venne inoltre giudicata offensiva la sfumatura dottrinale che non considera un peccato in sé la condizione di omosessuale mentre condanna l'espressione in atti di tale condizione, imponendo l'astinenza sessuale e il celibato.

## Pedofilia nel clero
In argomento di governo del clero, il papa fu oggetto di critiche, soprattutto nell'America del Nord, a causa dei ripetuti casi di pedofilia che vedevano coinvolti vescovi e sacerdoti, per i quali fu accusato di non aver fornito una valida risposta né «riportando all'ordine» i suoi rappresentanti, né tanto meno commentando i fatti accaduti, come forse taluno si sarebbe atteso; a tal proposito va ricordato che Wojtyla solo intorno al 2002 condannò i casi avvenuti negli Stati Uniti.
Elementi controversi sono il fatto che Giovanni Paolo II si sia avvalso del segretariato di mons. John Magee, vescovo di Cloyne (Irlanda), coinvolto in un'inchiesta sulla pedofilia e l'accusa di aver ricevuto denaro dal cardinale Theodore McCarrick in cambio del silenzio sugli abusi sessuali sui minori.

## Mafia, finanziamenti a Solidarność, il crack dell'Ambrosiano e lo IOR
Il giornalista Ferruccio Pinotti nel libro Poteri forti (BUR, 2005) ha indagato sulla morte di Roberto Calvi, dopo avere ripetutamente ascoltato il figlio di Calvi, che per anni ha ricostruito le vicende legate alla carriera e alla misteriosa morte del padre. Pinotti descrive le operazioni finanziarie con le quali Calvi riuscì a rendere il Banco Ambrosiano padrone di se stesso, così da poterlo gestire in piena autonomia. Operazioni, tuttavia, che rendono Calvi ricattabile e lo costringono a erogare cospicui finanziamenti a società dipendenti dallo IOR guidato dal vescovo Paul Marcinkus.
Quando si manifestano difficoltà finanziarie, l'Ambrosiano cerca, senza riuscirvi, di recuperare il denaro prestato all'Istituto vaticano, che presumibilmente usa il denaro ricevuto per aiutare in tutto il mondo e in particolare in Polonia gruppi religiosi e politici vicini alla Santa Sede. Calvi allora proverebbe a rivolgersi ad ambienti religiosi vicini all'Opus Dei, che sarebbero stati disponibili a coprire i debiti dello IOR per ottenere maggior peso in Vaticano. Tentativo senza successo, perché ostacolato da quanti, in Vaticano, temono che il potere dell'Opus Dei possa crescere e per impedirlo sono disposti a lasciare fallire il Banco Ambrosiano.

In una lettera del 5 giugno 1982 rilasciata dal figlio diversi anni dopo e pubblicata nel libro di Pinotti, Calvi scrive anche a papa Giovanni Paolo II cercando aiuto: 
I segreti e gli interessi economici legati alla mancata restituzione da parte dello IOR del denaro ricevuto dal Banco Ambrosiano a sua volta provenienti da Cosa Nostra per via del suo "banchiere" Pippo Calò e connessi alle operazioni finanziarie che lo IOR realizzava per conto di propri clienti italiani desiderosi di esportare valuta aggirando le norme bancarie sarebbero quindi all'origine della decisione di uccidere Roberto Calvi, che, disperato e temendo di finire in carcere, avrebbe potuto rivelare quanto sapeva ai magistrati. Roberto Calvi fu trovato impiccato in un ponte di Londra, per la sua morte rimane ancora imputato il mafioso Pippo Calò.
Il Vaticano si oppose all'estradizione di Marcinkus e secondo quanto riportato nel libro Wojtyla segreto il motivo risiedeva nel fatto che Marcinkus aveva in pugno il papa, in quanto da lui dipendevano i finanziamenti a Solidarność.

Secondo la moglie di Calvi: 
Licio Gelli disse: 

## Processi di beatificazione
Criticata fu la beatificazione, celebrata da papa Woityła nel 2000, di papa Pio IX, accusato dagli storici di varie controversie, quali aver difeso lo schiavismo (nelle sue Instruzioni del 20.6.1866 dice che: «la schiavitù in quanto tale, considerata nella sua natura fondamentale, non è del tutto contraria alla legge naturale e divina; Possono esserci molti giusti diritti alla schiavitù e sia i teologi che i commentatori dei canoni sacri vi hanno fatto riferimento. Non è contrario alla legge naturale e divina che uno schiavo possa essere venduto, acquistato, scambiato o regalato»), antisemitismo (a Pio IX si fa ad esempio risalire la responsabilità del caso Edgardo Mortara) e di atteggiamenti considerati tirannici (come la repressione e l'esecuzione di patrioti italiani che lottarono per l'unità d'Italia o vari episodi come la decapitazione del cappellaio romano Antonio De Felici, sorpreso con uno scalpello da intagliatore su un pianerottolo delle scale del Palazzo Apostolico e a causa di ciò condannato a morte).
Altra fonte di controversie è il significato della beatificazione del cardinale Alojzije Stepinac, vescovo di Zagabria imprigionato e lasciato morire in prigionia dopo la fine della seconda guerra mondiale dal regime comunista di Tito con l'accusa di aver collaborato con gli occupanti nazifascisti e di aver appoggiato le conversioni imposte con la forza ai Serbi ortodossi a opera degli Ustaša nel complesso di Jasenovac, un lager in cui avvennero numerose stragi e il cui comandante fu per due mesi il frate Miroslav Filipović-Majstorović, espulso dall'ordine nel 1942. Tuttavia, è accertato il fatto che il vescovo di Zagabria, durante la Seconda Guerra Mondiale, salvò serbi ed ebrei. Per contro, il fatto che il processo di beatificazione di alcuni vescovi e sacerdoti vittime delle dittature di destra latinoamericane, in particolare del Cile, proceda a rilento o non sia stato avviato, è stato da alcuni criticato come un'ulteriore prova di mancata presa di distanze da questi regimi.

## Critiche da ambienti tradizionalisti
Se molte critiche venivano da ambienti culturali «progressisti», altre, non meno profonde, venivano invece da certi ambienti tradizionalisti riguardo agli incontri interreligiosi di Assisi nel 1986 e nel 2002, che hanno sempre rifiutato le innovazioni del Concilio Vaticano II e premevano per un ritorno alla tradizione tridentina.

## Interventismo politico, ateismo e laicità
Alcuni esponenti dei Radicali Italiani hanno contestato il rivendicare privilegi ritenuti secolari, attraverso un interventismo politico di cui l'Italia è stata il principale destinatario. Spesso questo interventismo è stato visto come una forma d'ingerenza nella vita dello Stato che è riuscita a trovare nelle istituzioni repubblicane un interlocutore disposto ad assecondare il clero.
Alcuni atei accusano inoltre Giovanni Paolo II di aver considerato l'ateismo un banale sinonimo di comunismo e di aver equiparato l'apostasia al degrado morale, sostenendo questa critica a partire dall'affermazione contenuta nell'enciclica Centesimus Annus: «La negazione di Dio priva la persona del suo fondamento» o dal discorso dell'omelia di Confessione dei peccati quando inserì l'ateismo tra «i mali di oggi».
Infine è stata anche contestata la centralizzazione delle decisioni in materia di politica estera e nomine e la sua condanna della teologia della liberazione.